# Йохан VI (Анхалт-Цербст)
Йохан фон Анхалт-Цербст (на немски: Johann VI von Anhalt-Zerbst; * 24 март 1621 в Цербст; † 4 юли 1667 в Цербст) от род Аскани e княз на Анхалт-Цербст (1621 – 1667). 
Той е единственият син на княз Рудолф фон Анхалт-Цербст (1576 – 1621) и втората му съпруга Магдалена фон Олденбург (1585 – 1657), дъщеря на граф Йохан XVI фон Олденбург. 
Той наследява баща си като княз на Анхалт-Цербст номинелно малко след раждането си и е под опекунството на княз Август фон Анхалт-Пльотцкау.
Княз Лудвиг I фон Анхалт-Кьотен приема княз Йохан през 1642 г. в литературното „Плодоносно общество“ („Fruchtbringende Gesellschaft“).
Той наследява Господство Йевер от чичо си Антон Гюнтер фон Олденбург (1603 – 1667). Малко след това Йохан умира на 46 години от детска шарка и е погребан в църквата Бартоломей в Цербст. Опекунството на първородения му син поемат вдовицата му заедно с ландграф Лудвиг VI фон Хесен-Дармщат и княз Йохан Георг II от Анхалт-Десау.

## Семейство и деца
Йохан се жени на 16 септември 1649 г. в дворец Готорф за София Августа (1630 – 1680), дъщеря на херцог Фридрих III фон Холщайн-Готорп и Мария Елизабет Саксонска. Двамата имат децата:
- Йохан Фридрих (1650 – 1651)
- Георг (1651 – 1652)
- Карл Вилхелм (1652 – 1718), княз на Анхалт-Цербст

∞ 1676 принцеса София фон Саксония-Вайсенфелс (1654 – 1724)
- Антон (1653 – 1714)

∞ 1705 Августа Антония Маршал фон Биберщайн (1659 – 1736)
- Йохан Адолф (1654 – 1726)
- Йохан Лудвиг I (1656 – 1704), княз на Анхалт-Цербст-Дорнбург

∞ 1687 Христина Елеонора фон Цойч (1666 – 1669)
- Йоахим Ернст (1657 – 1658)
- Магдалена София (1658 – 1659)
- Фридрих (*/† 1660)
- Хедвиг Мария Елеонора (*/† 1662)
- София Августа (1663 – 1694)

∞ 1685 херцог Йохан Ернст III фон Саксония-Ваймар (1664 – 1707)
- Албрехт (*/† 1665)
- Август (1666 – 1667